# San Salvatore Telesino
San Salvatore Telesino ist eine Gemeinde in Italien in der Region Kampanien in der Provinz Benevento mit 3861 Einwohnern (Stand 31. Dezember 2023). Sie ist Bestandteil der Bergkommune Comunità Montana Titerno e Alto Tammaro.

## Geographie
Die Gemeinde liegt etwa 20 km nordwestlich der Provinzhauptstadt Benevento. Die Nachbargemeinden sind Amorosi, Castelvenere, Faicchio, Puglianello, San Lorenzello und Telese Terme. Die Ortsteile lauten Banca, Casale, Cese San Manno, Epitaffio und Telese Vetere.

## Wirtschaft
Die Gemeinde lebt hauptsächlich von der Landwirtschaft.

## Infrastruktur

### Straße
- Staatsstraße Caianello-Benevento

### Bahn
- Bahnstrecke Benevento–Campobasso

### Flug
- Flughafen Neapel